# 六十户乡
六十户乡，是中华人民共和国新疆维吾尔自治区乌鲁木齐市新市区下辖的一个乡镇级行政单位。

## 行政区划
六十户乡下辖以下地区：
星火村、三宫梁村、六十户村、八段村、大梁村和哈族新村。